# Speer-Azurjungfer
Die Speer-Azurjungfer (Coenagrion hastulatum) ist eine Kleinlibellenart aus der Familie der Schlanklibellen (Coenagrionidae), deren Verbreitungsgebiet sich von Mitteleuropa bis nach Ostsibirien erstreckt, und die in ihrem Verbreitungsschwerpunkt im  borealen Nordeuropa und Nordasien die häufigste der blauen Schlanklibellen ist. C. hastulatum ist eine typische Moorart, die nährstoffarme Gewässer mit gut ausgebildeter, strukturreicher Verlandungszone besiedelt, in Nordeuropa und Russland jedoch auch an nährstoffreicheren Kleingewässern gefunden werden kann.
Die Speer-Azurjungfer wurde gemeinsam vom BUND und der Gesellschaft deutschsprachiger Odonatologen 2013 und 2020 zur „Libelle des Jahres“ gewählt, um auf die schwieriger werdenden Lebensbedingungen und den Bestandsrückgang dieser Libellen aufmerksam zu machen.

## Merkmale

### Merkmale der Imagines

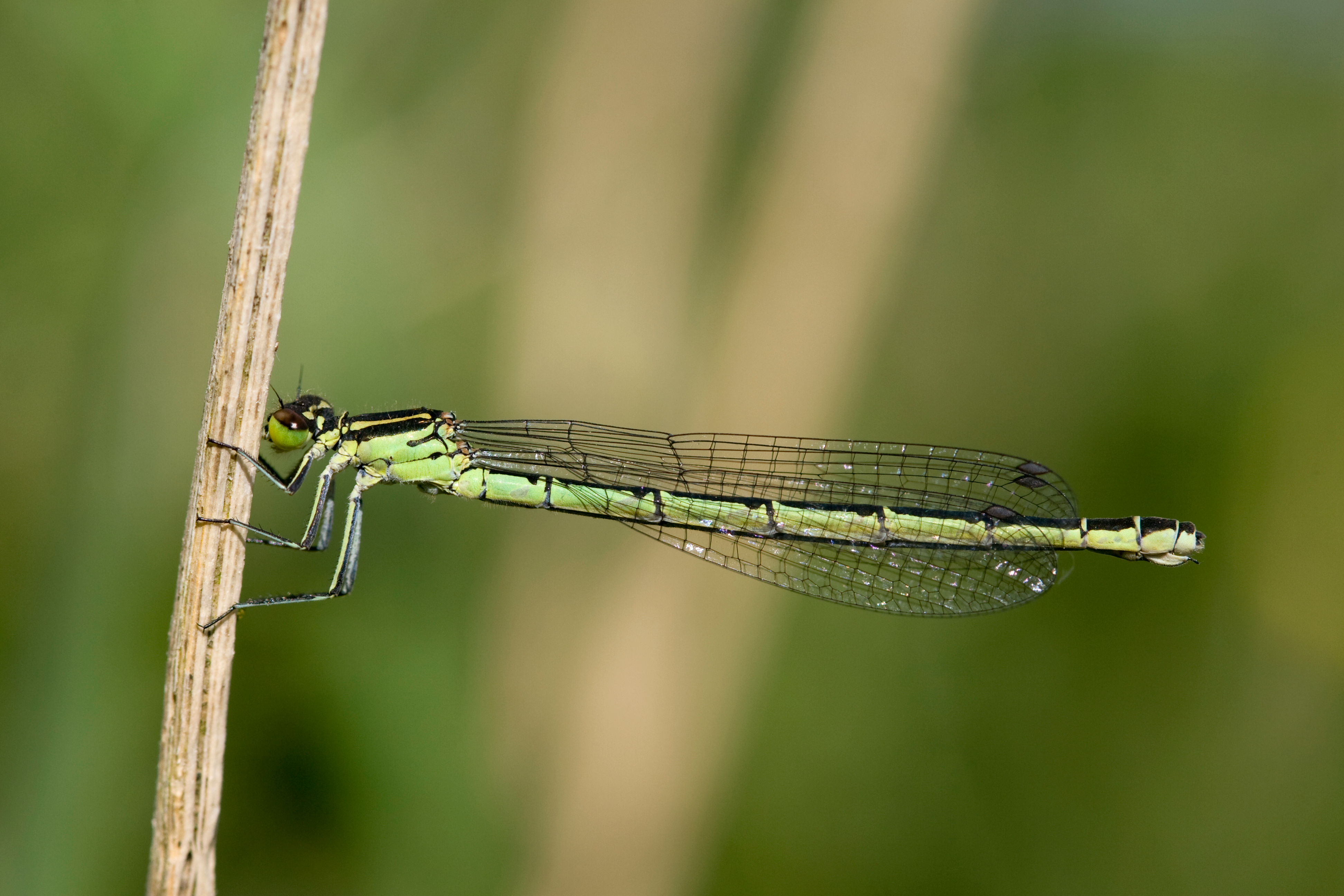
Weibchen

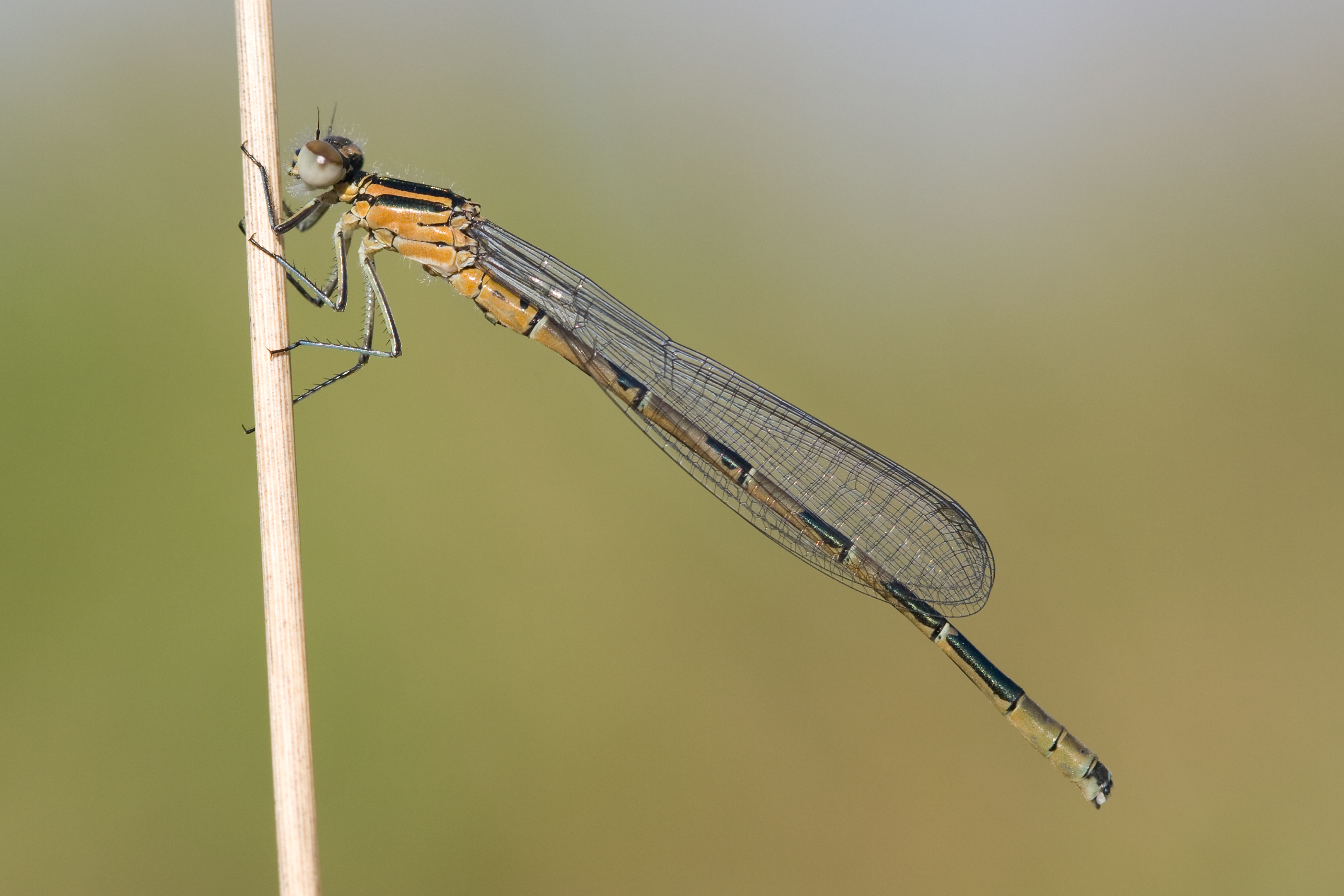
Ein frisch geschlüpftes, noch nicht ausgefärbtes Männchen.

Innerhalb der Azurjungfern ist die Speer-Azurjungfer mit einer Körperlänge von 31–33 mm und einer Länge der Hinterflügel von 16–22 mm eine typische, jedoch eher kleine Vertreterin. Die Männchen haben eine blassblaue, leicht ins türkisfarbene spielende, Grundfarbe und können auf der Unterseite ganz grün sein, vor allem auf den Unterseiten der Augen. Der Vorderkörper (Thorax) ist azurjungferntypisch mit einer schwarzen Zeichnung versehen. Mittig auf der Oberseite befindet sich ein breiterer schwarzer Mittelstreifen, dieser wird beidseits von den hellen Antehumeralstreifen und den darauf folgenden schwarzen Humeralstreifen flankiert. Die darunter liegenden hellblauen Thoraxseiten werden von zwei, vom Flügelansatz ausgehenden, deutlich ausgebildeten kürzeren schwarzen Strichen strukturiert. Auch die Segmente des Hinterleibs (Abdomen) sind für Azurjungfern typisch gezeichnet. Auf dem zweiten Segment findet sich eine kennzeichnende pfeilartige oder pilzförmige Zeichnung, die seitlich von zwei schwarzen Strichen flankiert wird. Sie ist allerdings recht variabel und kann daher nicht allein zur Bestimmung herangezogen werden. Das dritte Segment ist in charakteristischer Form mit einer vom Segmentende ausgehenden Speerspitze gezeichnet, dabei ist wesentlich weniger als die Hälfte der Segmente drei und vier geschwärzt. Auf den weiteren Hinterleibssegmenten der männlichen Imagines nimmt die schwarze Zeichnung dann mehr Fläche ein, die Segmente sieben und zehn sind ganz geschwärzt, das achte und neunte sind dagegen ganz blau und bilden damit ein auffallendes „Schlusslicht“.
Die Weibchen sind kräftiger gebaut; die schwarze, jeweils zu den vorderen Segmentstößen zugespitzte Zeichnung des Abdomens ist ausgedehnter als bei den Männchen und bedeckt fast die gesamte Oberseite. Es treten zwei Farbformen auf, die häufigere gelblichgrüne ventral weißlich bestäubte heterochrome (wie die Weibchen gefärbte) Form und eine seltenere androchrome (ähnlich den Männchen gefärbte) hellgrünlichblaue Form.
Kurz nach der Umwandlung zur Imago sind die Libellen noch ohne Zeichnung – diese entwickelt sich erst innerhalb der nächsten Stunden. Auch die typische Blau- oder Grünfärbung wird erst während der Ausreifung in den folgenden Tagen gebildet.

### Ähnliche Arten
Männchen der Speer-Azurjungfer ähneln anderen Arten der Gattung. Wenn die Zeichnung des zweiten Abdominalsegments keinen Stiel aufweist, kann es leicht zur Verwechslung mit der Mond-Azurjungfer (Coenagrion lunulatum) kommen, deren Zeichnung nur aus einem Halbkreis mit zwei seitlichen Strichen besteht. Bei dieser wird allerdings kein schmaler Strich zwischen den Postokularflecken auf der dem Körper zugewandten Seite der Facettenaugen ausgebildet und die Abdominalsegmente drei bis sechs sind zu größeren Anteilen geschwärzt, so dass der hintere Teil des Abdomens bis auf das Schlusslicht ganz schwarz erscheint. Eine sichere Differenzierung kann anhand der männlichen Hinterleibsanhänge erfolgen, deren Details bei Betrachtung aus der Nähe wahrgenommen werden können. Die oberen Hinterleibsanhänge sind bei der Speer-Azurjungfer kürzer als die unteren, während obere und untere bei der Mond-Azurjungfer gleich lang sind.

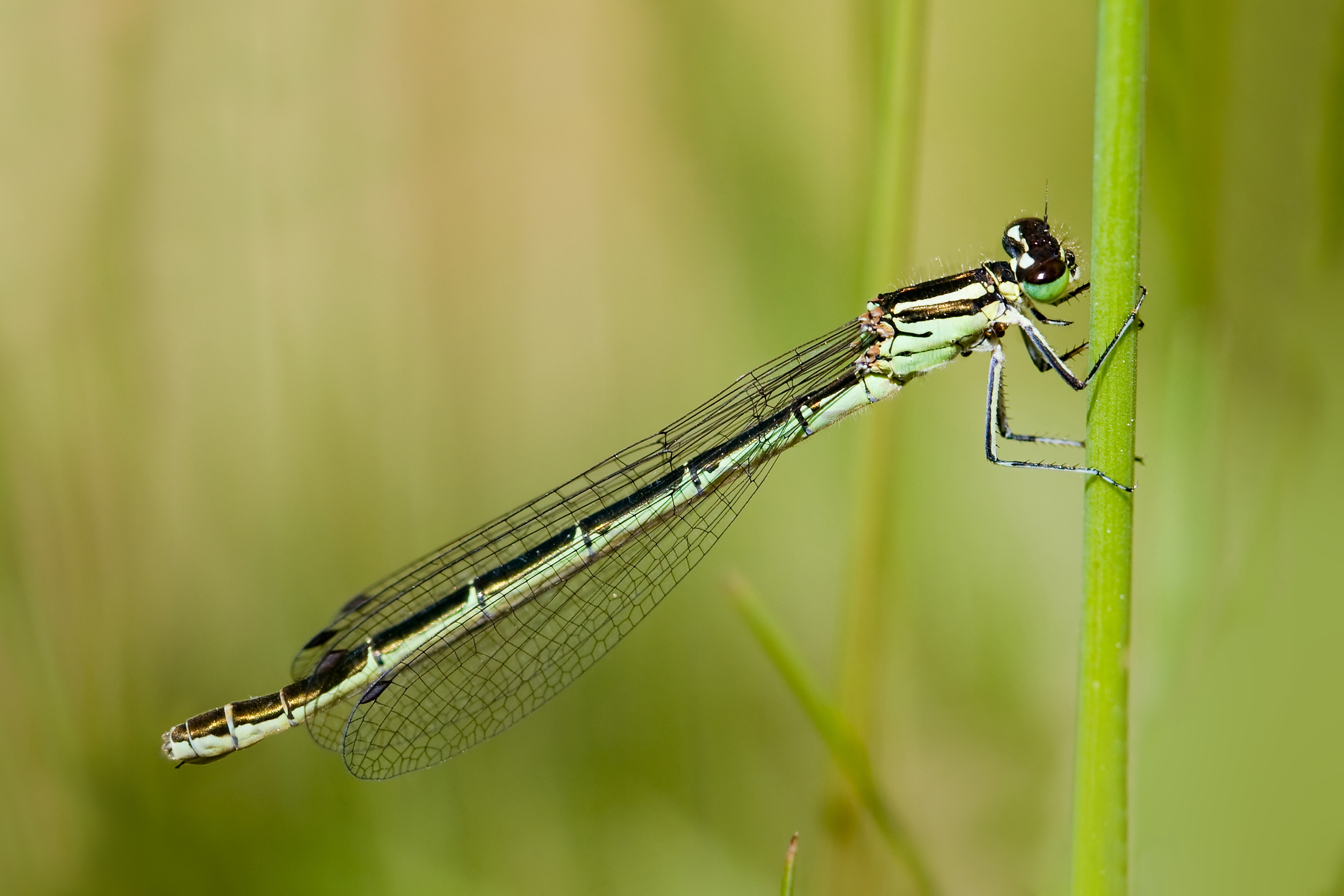
Weibchen der Speer-Azurjungfer sind kaum von denen der Hufeisen-Azurjungfer (Coenagrion puella) zu unterscheiden.

Ebenfalls nicht leicht von Coenagrion hastulatum zu unterscheiden sind die ähnlichen Männchen der Hufeisen-Azurjungfer (Coenagrion puella) und der Fledermaus-Azurjungfer (Coenagrion pulchellum). Hier sind jedoch die Abdominalsegmente nur zu einem geringen Teil geschwärzt und die unteren Hinterleibsanhänge zeigen in der Lateralsicht in charakteristischer Weise nach oben, während sie bei C. hastulatum eher leicht nach unten gerichtet sind.
Auch die Weibchen der Speer-Azurjungfer sind praktisch identisch zu den Weibchen der Hufeisen-Azurjungfer und lassen sich nur anhand der Ausformung des Prothorax und dessen typischer Form des Hinterrands unterscheiden. 
Bei Coenagrion hastulatum bildet sich dieser aus zwei zueinander schräg verlaufenden Geraden, die sich in einem Punkt treffen, wie bei einem abgeflachten „V“. Bei Coenagrion puella ist der Hinterrand wellig und bildet drei sehr flache Bögen. Bei den Weibchen der Mond-Azurjungfer ist dieser Bereich durch zwei große Einbuchtungen geprägt, und damit deutlich anders ausgebildet; auch ist das Abdomens ähnlich der Speer-Azurjungfer dorsal überwiegend geschwärzt, jedoch im vorderen Teil des achten Abdominalsegments von einem charakteristischen hellen Teil unterbrochen.

### Merkmale der Larven
Die Länge der Larven beträgt 14–15 mm, die der Kiemenblättchen zusätzlich noch einmal 5–6 mm. Die Farbgebung ist variabel, meist sind die Larven bräunlich bis grünlich gefärbt. Im Gegensatz zu den sieben Segmenten der Antennen des Kopfes von Coenagrion puella und C. pulchellum besitzen die Antennen bei C. hastulatum nur sechs Segmente. Die typischen Flecken des Hinterkopfes sind regelmäßig und weit verteilt, auch das Abdomen ist gefleckt, allerdings nicht sehr deutlich. Die Femora sind kurz vor dem Gelenk zur Tibia einmal gebändert. Meist zeigen die abgeflachten Kiemenblättchen mittig eine dunkel abgesetzte schmale Querbinde, die durch deutliche Kerben an den Außenkanten verstärkt wird, so dass die Kiemenblättchen wie zweigeteilt wirken. Die Kante des proximalen Teils ist mit kleinen Borsten, die des distalen mit dichten, sehr feinen Härchen gesäumt. Manche Exemplare haben auch ein oder zwei weitere schmale Binden zur abgerundeten Spitze.
Die Larve der Speer-Azurjungfer ähnelt anderen Schlanklibellenlarven, die im gleichen Habitat vorkommen. Die deutliche Fleckenzeichnung des Hinterkopfes unterscheidet sie von den Larven der Gemeinen Becherjungfer (Enallagma cyathigerum) und der Großen Pechlibelle (Ischnura elegans). Auch die Larven der Hufeisen- und Fledermaus-Azurjungfern sind sehr ähnlich, unterscheiden sich außer durch die unterschiedliche Segmentzahl der Antennen aber auch durch das Fehlen der Mittelbinde der Kiemenblättchen. Sehr schwer zu unterscheiden ist die nur geringfügig größere Larve der Mond-Azurjungfer. Sie besitzt ebenfalls sechs Antennensegmente und die Ausbildung der Kiemenblättchen ist identisch. Das Fleckenmuster des Hinterkopfes ist allerdings uneinheitlicher und an den Rändern spärlicher ausgebildet als bei der Speer-Azurjungfer.

## Verbreitung und Lebensraum

### Verbreitung
Die Speer-Azurjungfer ist die häufigste der blauen Schlanklibellen in weiten Teilen des borealen Europas, das Vorkommen zerfällt an der südlichen Verbreitungsgrenze in disjunkte Relikt-Populationen. Das Verbreitungsgebiet reicht von Mitteleuropa bis zur Lena in Ostsibirien und im Südosten bis zur chinesischen Provinz Jilin. Dabei liegt der Schwerpunkt in Nordeuropa und Nordasien, die nördliche Ausdehnung erstreckt sich bis zum Polarmeer. Die westliche Verbreitungsgrenze zieht sich von den Benelux-Staaten über die Vogesen bis zu den Westalpen, drei weiter westlich liegende Teilareale in Schottland, im Massif Central und in den Pyrenäen werden als Relikte eines Westvorstoßes im ausgehenden Präboreal interpretiert. Die südliche Verbreitungsgrenze verläuft vom Alpensüdrand Südostfrankreichs, Norditaliens und Nordsloweniens über den nördlichen Karpatenbogen weiter ostwärts.
Im deutschsprachigen Raum ist die Art nur noch in Norddeutschland recht häufig, größere Vorkommen gibt es noch in Nordbayern.

### Lebensraum

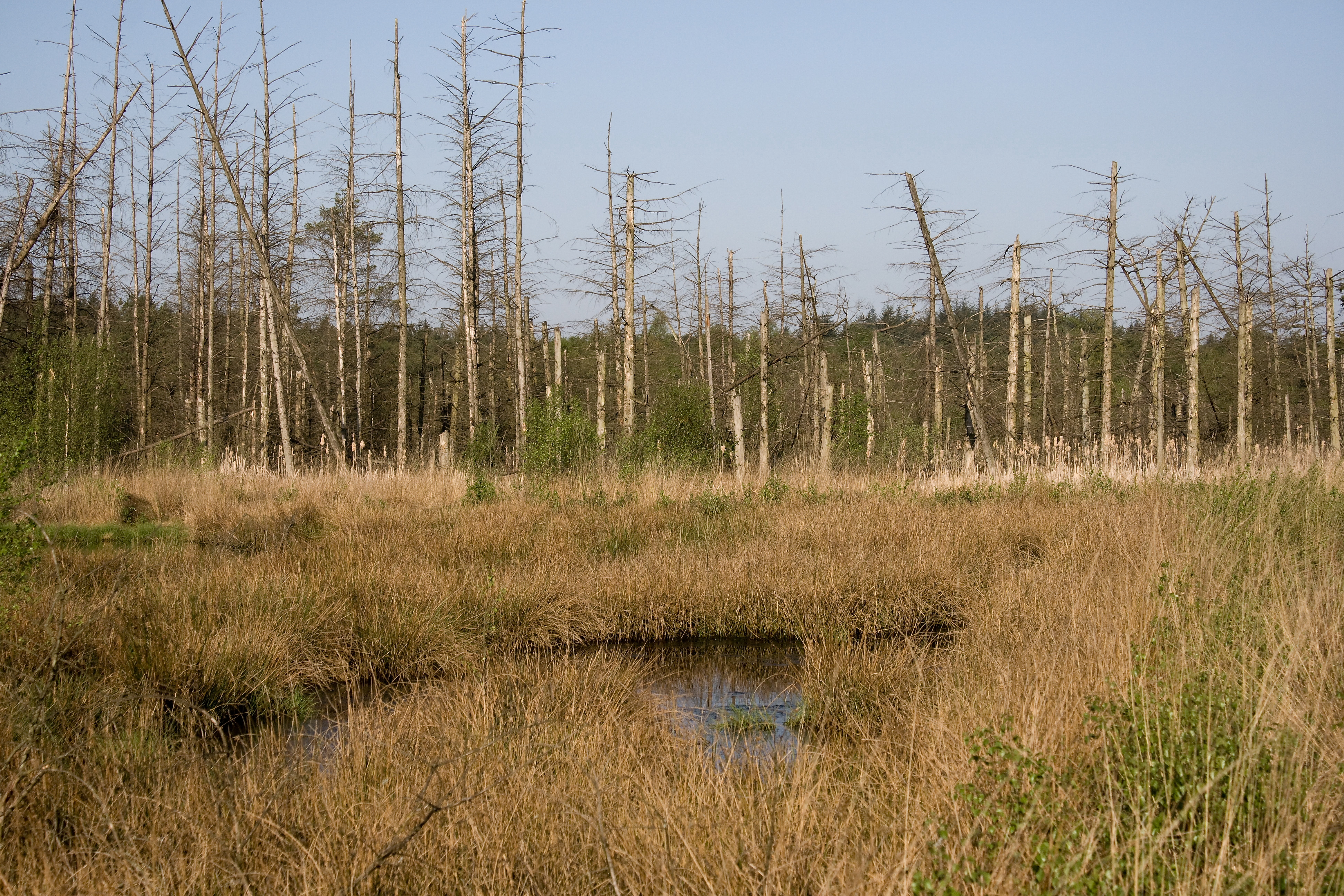
Mit dichten Beständen von Großseggen umstandene Moorschlenke im Nordwesten Niedersachsens; hier und in der angrenzenden Vegetation fliegt die Speer-Azurjungfer ab Mitte Mai.

C. hastulatum ist eine typische Moorart, die nährstoffarme Gewässer mit gut ausgebildeter, strukturreicher Verlandungszone besiedelt. Wichtig für die Art ist die 30–70 cm hohe Vegetation aus Großseggen oder ähnlichen Arten. Fehlt diese, sinkt die Populationsdichte der Speer-Azurjungfer deutlich oder die Art ist gar nicht vorhanden. Eine reine Schwimmblatt- und Schwingrasenvegetation wird nicht beflogen, besiedelt wird sie nur, wenn sie mit Schnabel-Segge durchsetzt ist.
Im Gegensatz zu den gängigen Literaturangaben ordnen K. Sternberg und C. Röhn die Speer-Azurjungfer nicht als typische Moorart ein, die demnach keine strenge Bindung an dystrophe Moore, sondern lediglich eine gewisse Präferenz für diese zeigt und in Mitteleuropa nicht häufiger an nährstoffreicheren Kleingewässern fliegt, weil hier die Verlandungszonen durch Übernutzung und Zerstörung verschwunden sind. Eine solche Besiedelung ist nicht nur in der borealen Zone Nordeuropas zu beobachten, sondern wird auch für das Verbreitungszentrum in Russland und Sibirien erwartet, von wo aber keine Angaben vorliegen. Bevorzugt wird ein gemäßigt kontinentales Klima mit kalten Wintern und warmen Sommern, wie es sich besonders in Moorgewässern einstellt.

### Gefährdung
Der Bestand von Coenagrion hastulatum ist in Teilen seiner zentralen europäischen Bereiche rückläufig, aber es ist im nördlichen Eurasien noch häufig und weit verbreitet, daher stuft die International Union for Conservation of Nature and Natural Resources (IUCN) Coenagrion hastulatum als ungefährdet (least concern) ein. Für Deutschland wird die Speer-Azurjungfer in der Roten Liste aktuell als „stark gefährdet“ eingestuft. Für die abnehmenden Bestände werden die Intensivlandwirtschaft mit den damit einhergehenden hohen Nährstoffeintragen in Gewässer, sowie deren Austrocknung durch übermäßige Wasserentnahme, wie auch der Klimawandel verantwortlich gemacht.

## Lebensweise
Die Flugzeit der Imagines liegt im Flachland Mitteleuropas zwischen Mai und Juli, mit der höchsten Abundanz von Mitte Mai bis Ende Juni. In kälteren Regionen Nordeuropas fliegt C. hastulatum bis in den September; wie auch Populationen im Hochland um bis zu zwei Wochen verzögert auftreten. Ebenso wird die Phänologie stark von der Witterung beeinflusst, so kann der Schlupf im selben Biotop in kalten Jahren 4–6 Wochen später erfolgen als in warmen Jahren.
Als Ruhehabitate dienen meist nicht weiter als 50 m vom Entwicklungsgewässer entfernt liegende Lichtungen im Moorwald und Wiesen im Randbereich der Wälder, in denen die Libellen in 20–40 cm Höhe in der Vegetation sitzen. Sie werden aktiv, sobald ihre Ruheplätze besonnt werden, dabei ist C. hastulatum vergleichsweise scheu und fliegt schon bei Annäherung auf.

### Fortpflanzung

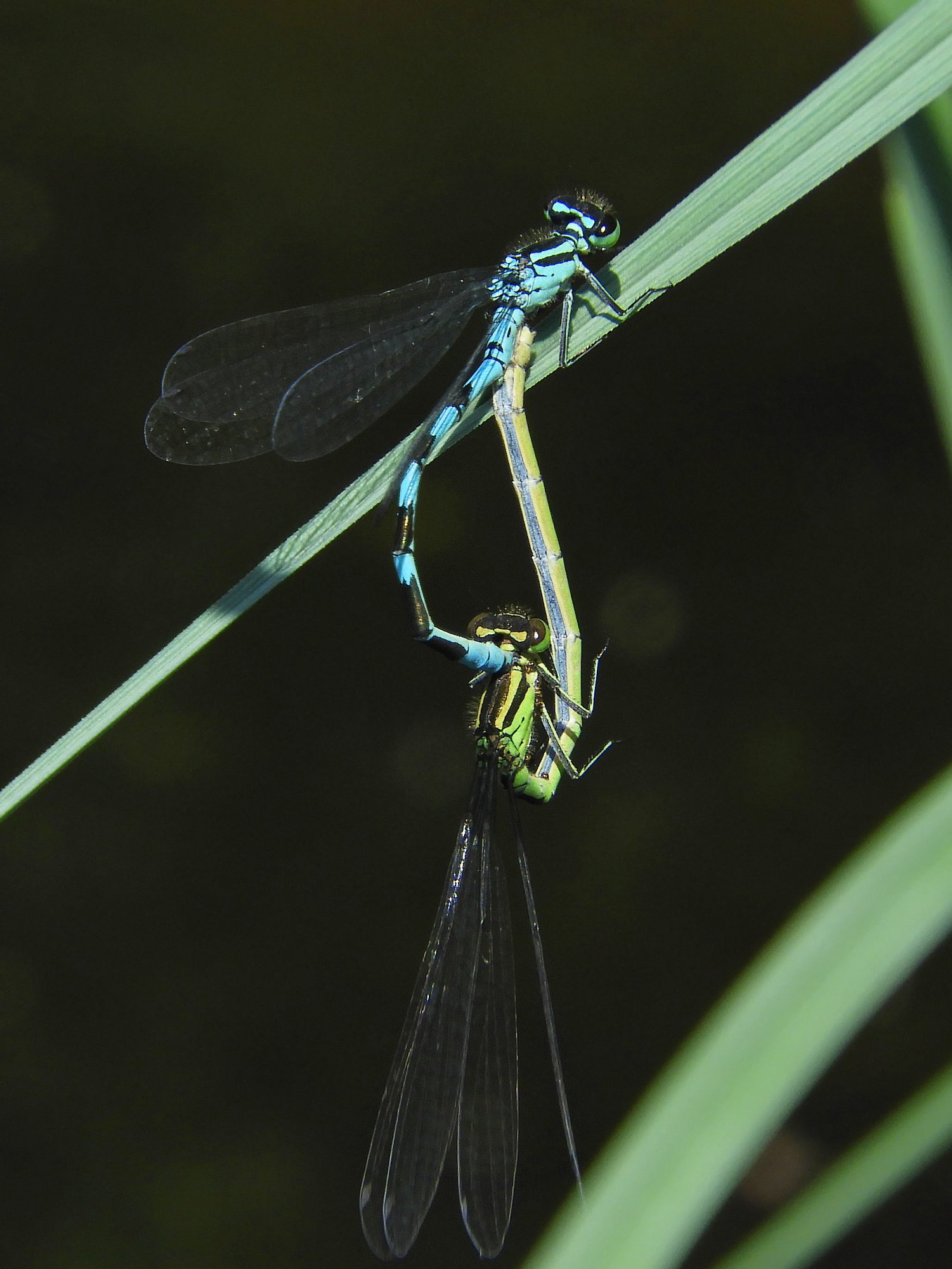
Paarungsrad; beim Männchen ist die namensgebende speerförmige Zeichnung auf dem zweiten Abdominalsegment zu erkennen.

Fortpflanzungspaare finden sich häufig schon am Vormittag in den Ruhe- oder Nahrungshabitaten und erscheinen im Tandem an den Entwicklungsgewässern, wo die Männchen noch unverpaarte Weibchen im Übergangsbereich der Freiwasserzone zur Ufervegetation erwarten. Die eigentliche Paarung dauert 15–30 Minuten und findet statt, solange das Habitat besonnt ist.
Die Eiablage erfolgt meist mit angekoppeltem Männchen, das zu Beginn senkrecht über dem Weibchen steht, sich dann aber häufig absetzt. Begibt sich das Weibchen unter Wasser, um dort mit dem Einstechen der Eier in die Vegetation fortzufahren, taucht das Männchen oft nur bis zur Hälfte ins Wasser und löst dann die Verbindung, das Weibchen setzt in diesem Fall die Eiablage alleine fort. Die Submersablage kann aber auch mit angekoppeltem Männchen erfolgen, beide klettern dafür bis zu 50 cm tief ins Wasser und können bis zu 23 Minuten untergetaucht bleiben. Dies kann sich mehrere Male hintereinander wiederholen, jeweils von einer mehrminütigen Ruhepause unterbrochen. Die Eiablage erfolgt meist in einiger Entfernung vom Ufer in tote oder lebende Vegetation; dabei werden Blätter und Halme von Seggen oder Wollgras vor eher flächigen Substraten, wie flutenden Seerosenblättern bevorzugt.

### Larvalentwicklung

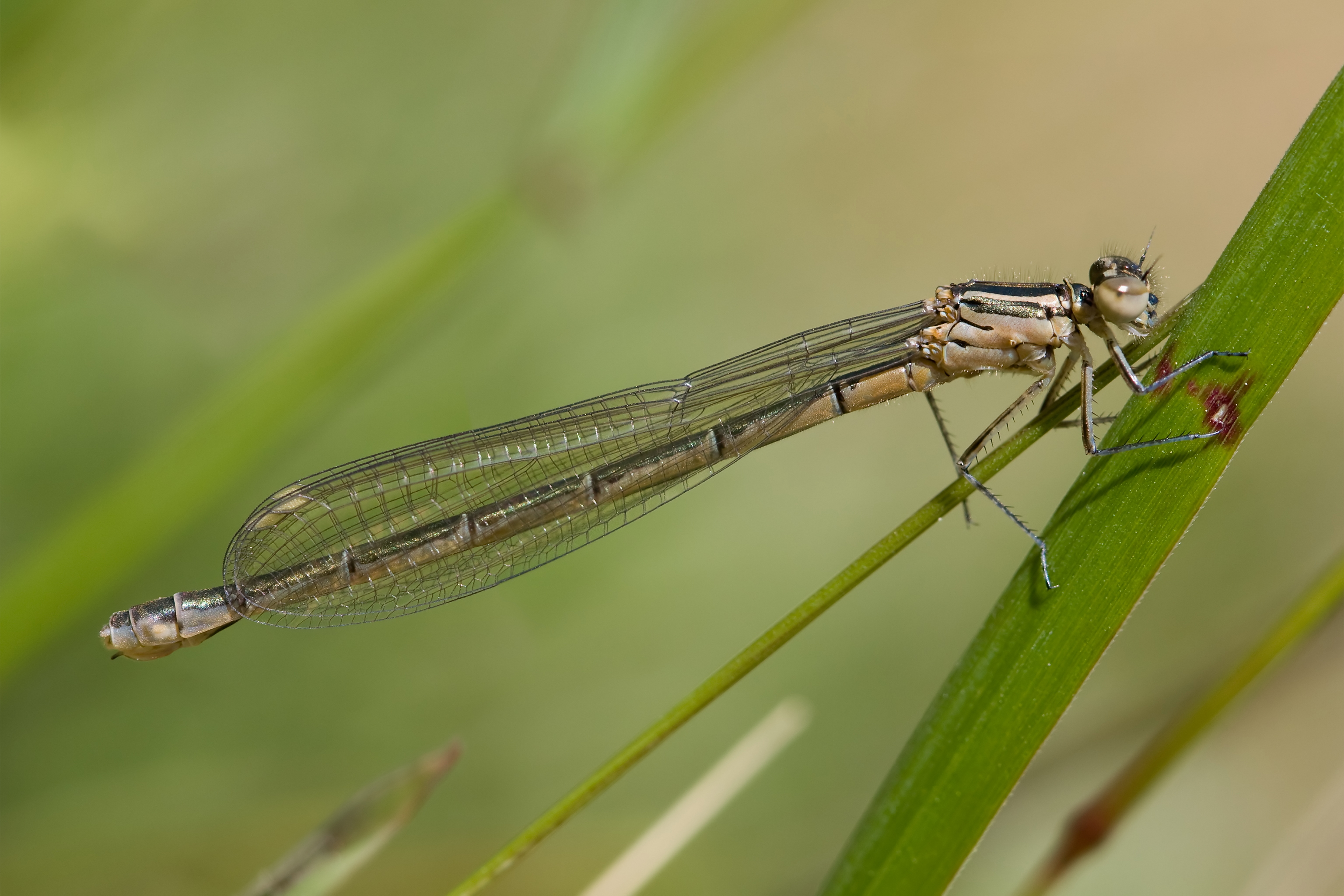
Ein frisch geschlüpftes, noch farbloses Weibchen.

Die Embryonalentwicklung dauert 2–3 Wochen. Die flinken und bei Störung rasch davon schwimmenden Larven lauern bei gutem Nahrungsangebot unbeweglich auf Beute, gehen bei geringerer Beutedichte aber aktiv auf Nahrungssuche. Bei Annäherung eines Fressfeindes verhalten sich die Larven ruhig und pressen sich eng an das Substrat. Unter optimalen Entwicklungsbedingungen können Dichten von bis zu 250 Larven pro Quadratmeter erreicht werden.
Von der Speer-Azurjungfer werden auch astatische – also nur temporär bestehende – Kleingewässer besiedelt; die Larven können Trockenperioden ihres Entwicklungsgewässers von bis zu dreieinhalb Monaten Dauer überleben. Bei Trockenfallen des Gewässers ziehen sich die Larven unter die flächig miteinander verklebenden Blätter der Vorjahresvegetation zurück, unter denen der Schlamm auch bei Trockenheit feucht bleibt. Es wurden Larven gefunden, die am Ende der Trockenperiode im fast ausgetrockneten, zähen Schlamm gefangen waren und wie tot wirkten, sich jedoch beim versuchsweisen Einsetzen in Wasser rasch erholten.
Die Stadienzahl, also die Anzahl der Häutungen zwischen den verschiedenen Larvenstadien, kann zwischen 10 und 13 liegen. Die Überwinterung erfolgt normalerweise im letzten Larvenstadium, die Entwicklung ist univoltin, benötigt also ein Jahr für den Entwicklungszyklus einer Generation. In kühleren Gewässern kann sich die Entwicklung verzögern – bis zu vier Jahren im Norden des Verbreitungsgebiets.
Der Schlupf erfolgt bevorzugt an besonnten Flachuferbereichen in den Vormittagsstunden, kann aber bis in den Abend hinein erfolgen. Die Larven schlüpfen an vertikaler Vegetation, für gewöhnlich dicht über dem Wasserspiegel, so dass die Kiemenblättchen noch eingetaucht sind. Früh im Jahr schlüpfende Individuen sind in der Regel schwerer und haben eine größere Kopfbreite als Exemplare späterer Emergenz.
Bis zur Erlangung der Geschlechtsreife der Männchen dauert es etwa eine Woche, erste Paarungsräder können aber erst 18 Tage später beobachtet werden. Möglicherweise ist dies mit der längeren Ausreifungsphase der Weibchen zu erklären. Juvenile Individuen zeigen eine gewisse Tendenz vom Entwicklungsgewässer abzuwandern und so die Ausbreitung der Art zu unterstützen, ältere Exemplare sind dagegen ortstreu. Bei massenhaftem Auftreten kann die Speer-Azurjungfer die weit verbreitete und häufige Hufeisen-Azurjungfer verdrängen.

## Systematik
Coenagrion hastulatum wird innerhalb der Schlanklibellen in die Gattung der Azurjungfern (Coenagrion) gestellt, die 1890 von William Forsell Kirby angelegt wurde. Die vierzig Arten zählende Gattung ist hauptsächlich in Europa und Asien verbreitet, drei Arten sind in Nordamerika vertreten.
Die Speer-Azurjungfer wurde 1825 von Toussaint von Charpentier als Agrion hastulatum erstbeschrieben. Das Artepitheton hastulatum leitet sich vom lateinischen Wort „hastulatus“ für ‚mit einem kleinen Speer (gekennzeichnet)‘ ab und beschreibt die charakteristische Zeichnung des zweiten Hinterleibssegments der männlichen Imagines, die einem Speer oder der Speerspitze gleichen soll. Darauf bezieht sich auch der deutsche Artname.